# Пхонгштон, Паи
Пхонгштон Сиян (тайск. พงศธร ศรีจันทร์) по прозвищу Паи Пхонгштон (тайск. ไผ่ พงศธร; англ. Phai Phongsathon; род. 12 июня 1982 года в Ясотхон) — тайский певец, Футболист и актер, исполнитель песен в жанрах мор-лам (тайский кантри) и Лук тхунг (тайский поп-кантри), выпустил 11 оригинальных альбомов.
Пхонгштон выступающий за таиландский клуб «Ясотхон» и сборной Таиланда.

## Биография
Паи Пхонгштон родился 12 июня 1982 год году в Ясотхон. Учился в местной средней факультет Раттанабандит университет в Бангкок.
В 2006 году в возрасте 29 лет, он выпустил альбома под лейблом звукозаписи GMM Grammy. До своего дебюта Паи появился в музыкальном «Fon Rin Nai Mueang Luabg». Наиболее известной ролью Пхонгштон стала роль капитана японской армии Сихо в фильме «Наи Хои Тха Мин» 2017 года.

## Дискография

### Альбом
- 2005 - Fon Rin Nai Mueng Luang (ฝนรินในเมืองหลวง)
- 2009 - Yak Mee Thoe Pen Fan (อยากมีเธอเป็นแฟน)
- 2009 - Mee Thoe Jueng Mee Fan (มีเธอจึงมีฝัน)
- 2017 - Rak Tae Bo Dai Plae Waa Ngo (รักแท้บ่ได้แปลว่าโง่)
- 2018 - Thim Ai Wai Trong Nee La (ถิ่มอ้ายไว้ตรงนี้ล่ะ)
- 2019 - Pai Huk Kun Sa (ไปฮักกันสา)